# FC Wil
FC Wil (celým názvem FC Wil 1900) je švýcarský fotbalový klub z města Wil. Jak letopočet v názvu klubu napovídá, byl založen roku 1900.
V sezoně 2013/14 postoupil ze 2. místa Swiss Challenge League do elitní Swiss Super League.
Do 90. let 20. století se mužstvo pohybovalo v nižších patrech švýcarských soutěží. Největší výkonnostní vzestup klub zaznamenal s příchodem Christiana Grosse jako trenéra v roce 1988. Největšího úspěchu tým dosáhl v roce 2004, kdy zvítězil ve švýcarském poháru. V létech největšího rozkvětu (2003–2004) byl majitelem a prezidentem klubu bývalý sovětský reprezentant Ihor Belanov a na trenérské lavičce seděl další sovětský reprezentant ukrajinské národnosti Oleksandr Zavarov.

## Úspěchy
- 1× vítěz švýcarského poháru (2004)[1]